# Liste der Pigmente
Diese Liste der Pigmente gibt eine Übersicht über Pigmente nach Grundfarbe, wie sie in der Fachliteratur üblich ist. Eine Liste der löslichen Farbstoffe liegt unter Liste der Farbstoffe vor.
Diese Liste ist angelehnt an die RAL-Gliederung nach Farben in rote, violette, blaue, grüne, gelbe, orange Buntpigmente und zusätzlich in Braunpigmente, sowie die unbunten Pigmente für Weiß und Schwarz gegliedert.

## Violett
- Han-Violett oder Han-Purpur ist das purpurne Pigment des chinesischen Altertums. Chemisch ist es ein Kupfer(II)-bariumsilikat mit der Summenformel CuBaSi2O6.
- Dioxazinviolett (C.I. Pigment Violet 23) ist ein hochwertiges organisches Pigment, das extrem farbstark ist und praktisch alle Qualitätsansprüche erfüllt.
- Kobaltviolett
- Magentafarblack ist ein für den Vierfarbendruck nach Euroskala wegen seiner farbmetrischen Eigenschaften geeignetes Magentapigment.
- Manganviolett ist ein zarter Rotviolettton. Chemisch ist es Ammoniummangan(III)-diphosphat. Es ist von befriedigender bis guter Lichtechtheit, aber unbeständig gegen Alkali
- Ultramarinviolett

## Blau
- Ägyptischblau ist eines der ältesten künstlichen Blaupigmente. Chemisch handelt es sich um ein Calcium-Kupfer-Silikat.
- Azurit auch Bergblau oder Azurblau wurde auch von den Ägyptern verwendet, es konnte sich aber im Altertum nicht gegen das Ägyptischblau durchsetzen. Das natürliche Mineralpigment ist ein basisches Kupfercarbonat. Im Mittelalter war Azurit das bedeutendste Blaupigment. Wallerfanger Blau wurde ebenfalls aus Azurit gewonnen. Der Abbau fand seit der Römerzeit in dem gleichnamigen saarländischen Ort Wallerfangen statt.
- Berliner Blau (C.I. Pigment Blue 27), auch Preußischblau, Pariser Blau, Turnbulls Blau oder Miloriblau genannt, war das erste moderne synthetische Farbmittel. Es ist ein lichtechtes Pigment von höchster Farbstärke. Preußischblau ist lichtecht, aber instabil gegen Alkali.
- Indanthronblau oder Indanthren (C.I. Pigment Blue 60) ist ein aus Anthrachinon hergestelltes organisches Pigment, das einen besonders tiefen Blauton hat.
- Indigo war Bestandteil im Maya-Blau; es wird heute nur noch als Farbstoff eingesetzt.
- Bremer Blau oder Kalkblau ist ein künstlich hergestelltes Kupfercarbonat, das aufgrund der schlechten Lichtechtheit heute nicht mehr eingesetzt wird.
- Kobaltblau (C.I. Pigment Blue 28 und 36), auch Thénards Blau, ist ein seit dem Altertum bekanntes Kobalt-Aluminium-Oxid. Es ist das klassische Blau des chinesischen Porzellans. Kobalt-Coelinblau ist ein halbdeckendes Himmelblau. Chemisch ist es aus einem Kobalt-Zinn-Mischoxid aufgebaut.
- Manganblau ist ein künstlich hergestelltes Bariumsulfat-Manganat von hoher Leuchtkraft. Es wurde im Labor erstmals 1907 hergestellt, ab 1930 kam es auf den Markt. Zurzeit gibt es keinen Hersteller mehr.
- Maya-Blau wurde von den Maya entwickelt, sie verwendeten zur Herstellung das Mineral Palygorskit, sowie Indigo-Blätter und Kopalharz.
- Phthalocyaninblau oder Heliogenblau (C.I. Pigment Blue 15) wird heute in der Industrie vielfach eingesetzt, es eignet sich besonders für lasierende Farben.
- Smalte ist ein mit Kobaltsalzen gefärbtes Glas, das zermahlen wird. Es ist eines der ältesten Pigmente und wurde im Zweistromland erfunden.
- Natürliches Ultramarinblau oder Fra Angelico Blau ist ein Pigment, das durch Vermahlen und einem nachfolgenden Reinigungsprozess aus Lapislazuli gewonnen wird. Weit größere Bedeutung hat heute das synthetisch hergestellte Ultramarinblau (C.I. Pigment Blue 29), ein schwefelhaltiges Natrium-Aluminium-Silikat.
- Eisenblau wurde früher aus dem Mineral Vivianit gewonnen und als Pigment verwendet.
- Zirkon-Coelinblau, auch Zirkon-Vanadiumblau ist ein modernes, himmelblaues Pigment. Chemisch ist es ein Zirconiumsilikat (Zirkon), bei dem ein kleiner Anteil der Zirkoniumatome im Kristallgitter durch Vanadiumatome ersetzt ist. In der künstlerischen Anwendung können durch den halbtransparenten, leicht trüben Charakter paradoxe Lasuren hell-auf-dunkel erzielt werden.
- Han-Blau ist ein in China erfundenes Bariumkupfersilikat.
- YInMn-Blau wurde 2009 zufällig von US-Forschern entdeckt.

## Türkis
- Cobalttürkis
- Phthalocyanintürkis ist Phthalocyanin (PB16) oder eine Mischung aus Phthalocyaninblau (PB15:3) und Phthalocyaningrün (PG7).

## Grün
Auch hier führen nach Produktionsmenge und der Anwendbarkeit die Phthalocyanintypen. Bedeutsam ist das gut deckende und hochbeständige Chromoxidgrün.
- Cadmiumgrün ist eine Mischung aus Cadmiumgelb und Ultramarinblau.
- Chromechtgrün ist eine Mischung aus Chromgelb und Kupferphthalocyaninblau.
- Chromgrün ist eine Mischung aus Chromgelb und Berliner Blau.
- Chromoxidgrün (C.I. Pigment Green 17 und 18) ist Chrom(III)-oxid. Es ist ein lichtechtes Pigment, das in einer halblasierenden (C.I. Pigment Green 18) und in einer hochdeckenden (C.I. Pigment Green 17) Variante im Handel ist. Ersatz für Grünspan.
- Grünerde (C.I. Pigment Green 23), Böhmischgrün,  natürliches grünes Erdpigment von schwacher Farbkraft.
- Grünspan (C.I. Pigment Green 20), auch Spanisches Grün, ein historisch wichtiges grünes Pigment, das wegen seiner Giftigkeit heute selten verwendet wird. Chemisch ist es basisches Kupfer(II)acetat.
- Kobaltgrün (C.I. Pigment Green 50), ein hochechtes, allerdings relativ farbschwaches anorganisches Grünpigment
- Kupferresinat ergibt eine völlig transparente grüne Malschicht. Färbender Bestandteil sind die Kupfersalze von Harzsäuren. Hergestellt wird das Pigment durch Erhitzen von Terpentinbalsam mit Grünspan. Es ist noch unklar, wann genau und wie häufig Kupferresinat benutzt wurde.[1]
- Malachitgrün bezeichnet entweder einen leuchtend grünen Triphenylmethanfarbstoff (organischer Farbstoff) oder gleichfarbiges Kupfercarbonat (anorganischer Farbstoff).
- Permanentgrün ist die Bezeichnung für verschiedene Mischpigmente auf Basis eines intensiv grünen Pigments, das mit Schwerspat gestreckt wird.
- Phthalocyaningrün (C.I. Pigment Green 7 und 36), oft auch als Heliogengrün bezeichnet, was der Handelsname der BASF-Typen ist.
- Rinmans Grün, auch Zinkgrün, ist ebenfalls ein Cobalt-Pigment. Es handelt sich bei der Verbindung um eine feste Lösung von wenigen Prozent CoO in ZnO.
- Schweinfurtergrün / Mitisgrün ist ein Produkt der frühen chemischen Industrie. Es enthält Arsen und wird wegen seiner Giftigkeit heute nicht mehr verwendet.
- Veronesergrün (Seladonit)
- Zinnobergrün
- Ägyptisch Grün wurde circa von der 6.–21. Dynastie ausschließlich in Ägypten verwendet. Die Herstellung ähnelt der des Ägyptisch Blau, es muss allerdings Flussmittel enthalten und länger als das Ägyptisch Grün erhitzt werden. Es handelt sich somit um eine grüne Fritte.[2]
- Paratacamit ist ein basisches Kupferchlorid.
- Chrysocolla ist ein wasserhaltiges Kupfersilikat, das bereits seit der Antike verwendet wird.
- Scheeles Grün oder Schwedisch Grün ist ein gelblich-grünes Kupferarsenit, das durch den schwedischen Chemiker Carl Wilhelm Scheele entwickelt wurde. Es ist jedoch unbeständig und wurde daher kaum verwendet.[1]
- Bariummanganat wie Böttgers Barytgrün oder Rosenstiels Grün fand nur wenig Verwendung.[1]

## Gelb
Hier gibt es sehr viele unterschiedliche Verbindungen. Die wichtigsten anorganischen Verbindungen sind vor allem Eisenoxidgelb sowie Chromgelb und Nickeltitangelb. Da das Chromgelb Blei enthält, verliert dieses Pigment allerdings immer mehr an Bedeutung. Im organischen Bereich ist die Vielfalt der Pigmente sehr groß.
Die Gruppe der Azopigmente deckt den unteren bis mittleren Echtheitsgrad ab, in der Gruppe der Benzimidazolone findet man auch sehr hochbeständige Pigmente. Hochwertige Typen findet man unter den Küpenpigmenten.
- Arylidgelb
- Auripigment, seltener Orpiment (chemisch Arsen(III)-sulfid)
- Barytgelb
- Benzimidazolone (z. B. C.I. Pigment Yellow 154) sind eine Untergruppe der Azopigmente, die polyzyklische Molekülteile enthalten. Diese Pigmente zeichnen sich durch ein sehr hohes Echtheitsniveau aus.
- Bismutvanadat, Bismutgelb oder Vanadiumgelb (C.I. Pigment Yellow 184) ist ein hochbeständiges anorganisches Gelbpigment, das für nahezu alle Lackarten eingesetzt werden kann. Schwächen zeigt das Pigment immer, wenn hohe pH-Werte vorliegen.
- Bleizinngelb
- Brillantgelb (C.I. Pigment Yellow 151)
- Cadmiumgelb
- Chromgelb
- Chromantimontitanat, auch Chromtitanat oder Chromtitangelb (C.I. Pigment Brown 24), ein dotiertes Rutil-Pigment
- Diarylgelb
- Erdfarben:
  - Gelbe Erden: Gelber Ocker, Terra di Siena (Italienischer Ocker, Sienaerde), Jarosit
  - Eisenoxidgelb
- Flavanthron
- Hansagelb ist wie Permanentgelb ein Handelsname der früheren Hoechst AG, heute Clariant
- Indischgelb
- Indolinone und Isoindolinone, eine Gruppe hochechter organischer Gelbpigmente (z. B. C.I. Pigment Yellow 109, 110 und 139)
- Kasseler Gelb ist ein Bleioxidchlorid, welches durch Glühen von gelbem Bleioxid oder Mennige mit Natriumchlorid oder durch Schmelzen von Bleiglätte mit Salmiak hergestellt wird.
- Massikot
- Neapelgelb
- Nickeldioxin-Gelb (C.I. Pigment Yellow 153), ein „Nickelkomplexpigment“.
- Nickelantimontitanat, auch Nickeltitanat oder Nickeltitangelb (C.I. Pigment Yellow 53), ein dotiertes Rutil-Pigment
- Nickel(II)-titanat
- Praseodymgelb (mit Praseodymoxid dotiertes Zirkonsilikat)
- Schellack
- Schüttgelb (oder Stil de grain), ein gelber Farblack aus Kreuz- oder Gelbbeeren
- Aureolin (C.I. Pigment Yellow 40)
- Vanadinit, eine bleihaltige Vanadiumverbindung
- Zinkgelb ist ein Zinkchromat, welches durch Fällen von Chromatlösungen mit Zink-, Strontium- oder Bariumsalzen entsteht. Das Pigment wurde 1809 entdeckt, ist jedoch erst seit 1850 erhältlich.
- Urangelb ist ein Natriumuranat, Bariumuranat oder Strontiumuranat, welches vor allem zum Gelbfärben von Glas und in der Porzellanmalerei verwendet wird.
- Bleizinnantimongelb

## Orange
Im Orange-Bereich dominierten lange Zeit die bleihaltigen Pigmenttypen, da diese nicht nur gute Beständigkeiten und brillante Farbtöne bieten, sondern darüber hinaus noch preisgünstig waren. Seit diese Pigmente wegen ihrer toxikologischen Eigenschaften meist nicht mehr verwendet werden, müssen Kompromisse eingegangen werden. Allerdings konnte sich noch keine Chemie wirklich durchsetzen.
- Bleichromate/-molybdate, Chromorange, PbCrO4·PbO, wegen ihrer Giftigkeit nur noch in Ausnahmefällen im Gebrauch.
- Cadmiumorange
- Cer(III)-sulfid (C.I. Pigment Orange 78), ein brillantes, aber nicht sehr beständiges anorganisches Pigment
- Molybdatorange
- Perinon in der trans-Form (C.I. Pigment Orange 43), ein koloristisch sehr reines Orangepigment

## Rot
Bei den anorganischen Pigmenten dominieren die verschiedenen Varianten von Eisenoxidrot, da Molybdatrot bleihaltig ist.
Im organischen Bereich ist die Auswahl sehr groß. Neben Azo- und Küpenrots sind Chinacridone, DPP-Pigmente und Perylene wegen ihrer hohen Beständigkeiten von besonderer Bedeutung.
- Chinacridone (C.I. Pigment Red 122, C.I. Pigment Violet 19) sind hochbeständige polyzyklische Pigmente, die in hochwertigen Lacken Verwendung finden
- Chromrot
- Dibromanthanthron (C.I. Pigment Red 168), das echteste organische Rotpigment findet in den höchstwertigen Anwendungen Verwendung
- Diketo-Pyrrolo-Pyrrol-Pigmente (DPPs) (C.I. Pigment Orange 73, C.I. Pigment Red 254, 255 und 264) sind hochbeständige polyzyklische Pigmente, die in hochwertigen Lacken Verwendung finden
- Erdfarben:
  - Rote Erden: roter Bolus, Rötel, roter Ocker, Terra di Pozzuoli, Terra di Treviso, Terra rossa, Persischrot, Spanischrot, Falunrot
  - Gebrannter Ocker
  - Gebrannte Siena
  - Eisenoxidrot: Eisenmennige, Englischrot, Indischrot, Marsrot, Pompejanischrot, Venezianischrot, Caput mortuum, Terra Pozzuoli
- Kadmiumrot
- Karminrot (Cochenille)
- Kermeslack
- Krapplack: Verlackung von Färberkrapp, synthetisch von Alizarin (Alizarin-Aluminium-Calciumkomplex)
- Lycopin
- Mennige (Minium)
- MePTCDI, auch Perylenrot (C.I. Pigment Red 179), ein hochbeständiges organisches Perylen-Pigment mit Rubin-Farbstich
- Mineralfeuerrot
- Molybdatrot
- Pariser Rot steht für: Mennige oder Eisenmennige
- PTCDA (C.I. Pigment Red 224)
- Realgar
- Rotholzlack (Brazil)
- Rubrica
- Zinnoberrot
- Lac-Dye: Ein roter Farbstoff aus der Schildlaus.
- Cassius´scher Goldpurpur besteht aus kolloidalem Gold, welches an Zinnoxidhydrat adsorbiert ist.
- Musivgold ist ein aus Zinn und Schwefel hergestelltes Zinnsulfid. Es ist bereits seit dem Mittelalter bekannt und dient als Ersatz für Muschelgold.

## Braun
Braunpigmente werden heutzutage hauptsächlich im Künstlerfarbenbereich eingesetzt. Bei der industriellen Nutzung, z. B. für Lacke, Kunststoffe und Druckfarben werden Brauntöne meist aus Eisenoxidgelb, -rot und -schwarz gemischt.
- Asphalt (Bitumen)
- Bister
- Brauner Ocker, Siena
- Kasslerbraun (Kasseler Erde, Kölnerbraun, Van Dyck-Braun, Saftbraun)
- Manganbraun
- Mumia
- Preussischbraun wird durch Glühen von Berliner Blau hergestellt und besteht im Wesentlichen aus Eisenoxid.
- Sepia
- Umbra (C.I. Pigment Brown 6)
  - Umbra gebrannt
- Kesselbraun
- Florentiner Braun ist ein Kupferferrocyanid und wird aus Kaliumferrocyanid (Blutlaugensalz) und Kupfersalz hergestellt.

## Weiß
Bei den ›Weißstoffen‹ ist in der industriellen Nutzung zwischen Weißpigmenten und Weißmineralien zu unterscheiden. Einerseits gibt es heute praktisch nur ein reinweißes Pigment von technischer Bedeutung, das Titandioxid, das wegen seines hohen Brechungsindex seine Bedeutung gewann. Die früher bedeutenden Pigmente Lithopone, Zinkweiß und Bleiweiß sind heute fast völlig verdrängt. Andererseits haben die in Anstrichmitteln üblichen Calciumcarbonate (Marmor, Kreide) und Kaoline sowie andere mineral-stämmige Produkte eine große Bedeutung als Füllstoffe erlangt, dies gilt für die Papierindustrie und die Kunststofffertigung. In der Papierindustrie besitzen Weißpigmente für Streichfarben und Füllstoffe für die Papiermasse Bedeutung. Füllstoffe werden in einigen Einsatzbereichen auch Transparentweiß genannt, durch den Brechungsindex, der nahe beim Brechungsindex des Substrats liegt, bleiben sie ohne Einfluss auf die Färbung des Produkts.
- Bariumsulfat (C.I. Pigment White 21 und 22), auch Permanentweiß, Barytweiß, Blanc fixe, chemisch: BaSO4
- Bleiweiß (C.I. Pigment White 1), auch Kremserweiß, 2PbCO3·Pb(OH)2 dunkelt nach, da es sich in schwarzes PbS umwandelt.
- Calciumcarbonat (C.I. Pigment White 18), Kalk, Kreide, gemahlener Marmor
- Cristobalit
- Kaolin
- Lithopone (C.I. Pigment White 5), gemeinsam gefälltes Bariumsulfat und Zinksulfid
- Marienglas
- Satinweiß, (Calciumaluminatsulfat)
- Titandioxid (C.I. Pigment White 6), auch Titanweiß, chemisch: TiO2
- Ton
- Zinkoxid (C.I. Pigment White 4), auch Zinkweiß, Chinesischweiß, Ewigweiß, Schneeweiß
- Zinksulfid (C.I. Pigment White 7)
- Antimonweiß wurde 1920 in England eingeführt, hat sich jedoch nicht auf dem Kontinent durchgesetzt.

## Schwarz
Wichtigster Vertreter dieser Gruppe ist der Ruß (Industrieruß, Carbon Black). Diese Substanz besteht aus reinem Kohlenstoff und wird durch Verbrennen organischer Stoffe wie Öl, Erdgas usw. unter Sauerstoffmangel erzeugt. Die verschiedenen Rußtypen unterscheiden sich in ihrer Teilchengröße und Oberfläche, aber auch im Farbstich.
Neben Ruß haben auch noch Eisenoxid und Spinellschwarz Bedeutung.
- Anilinschwarz (C.I. Pigment Black 1)
- Beinschwarz
- Graphit
- Holzkohle
- Kernschwarz
- Kupferdichromat (CuCr2O7), das sich thermisch zu Kupfer(II)-oxid (CuO) und Chrom(IV)-oxid (CrO2) im Verhältnis 1:2 zersetzt, war wichtig für die Einfärbung von Email.
- Eisenoxidschwarz (C.I. Pigment Black 11)
- Rebschwarz ist wasserunlöslich. Es wird durch trockene Destillation, also Verkohlung unter Luftabschluss, von Pflanzenabfällen erhalten. Genutzt werden Weinreben, Trester, Rinde, Kastanien. Physiologisch besteht kein Unterschied zum Holzkohlenschwarz. Im Vergleich zu tierischen Verkohlungsprodukten mit deren Fettrußen hat es einen dunkel-anthrazitfarbenen Ton und neigt bei Weißausmischungen eher zu einem leichten Blaustich.
- Ruß (C.I. Pigment Black 7 und 6 Lamp Black)[3]
- Spinellschwarz (C.I. Pigment Black 30 und 33)
- Manganschwarz wird aus Manganoxiden, insbesondere Braunstein gewonnen. Seit dem 19. Jahrhundert wird es auch künstlich hergestellt, in der Malerei jedoch nur selten verwendet.
- Schieferschwarz ist ein dunkler feingemahlener kohlenstoffhaltiger Tonschiefer.
- Frankfurter Schwarz wurde aufgrund seiner Feinheit vor allem für Drucktechniken verwendet.
- Vantablack, "das schwärzeste Schwarz der Welt" ist eine Substanz aus Kohlenstoffnanoröhren, die 99,965 Prozent der einfallenden Strahlung absorbiert.